# Descent (film)
Pour les articles homonymes, voir Descent.
Pour plus de détails, voir Fiche technique et Distribution.
Descent est un film américain réalisé par Talia Lugacy (en), sorti en 2007. Il raconte la lente descente dans la folie d'une femme à la suite d'un viol.

## Synopsis
Jared séduit Maya, une jeune femme modèle et mystérieuse, étudiante douée. Après plusieurs jours, à la suite d'une soirée romantique, il abuse d'elle. Commence alors pour Maya une descente dans la perdition : boîtes de nuit, échangisme, drogue, alcool au cours de laquelle elle mûrit sa vengeance.
Le film évolue au rythme des saisons.

## Fiche technique
- Réalisation : Talia Lugacy (en)
- Scénario : Talia Lugacy et Brian Priest
- Société de production :  City Lights Pictures
- Production : Michael Almog et Michael Bassick
- Montage :
- Décors :
- Costumes : Amy Ritchings
- Direction artistique : Joel Custer
- Musique :  Alex Moulton
- Photographie : Jonathan Furmanski et Christopher LaVasseur
- Langue : anglais
- Genre : Film dramatique
- Durée : 104 minutes

## Distribution
- Rosario Dawson : Maya
- Chad Faust : Jared
- Marcus Patrick (en) : Adrian
- Vanessa Ferlito : La fille Bodega
- Jonathan Neil Schneider :  Professeur d’Archéologie (as Jon Schneider)
- James A. Stephens : Professeur Byron
- Nicole Vicius : Melanie
- Paul Sado (de) : Downstairs Guy
- Scott Bailey : Upstairs Guy
- Tracie Thoms : Denise
- Aisleagh Jackson : Construction Girl
- Robert Lehrer (en) : Speaker
- Alexie Gilmore : Seline
- Johnathan Tchaikovsky : Tyler
- Colombe Jacobsen-Derstine : Nadia
- Scott Porter : Brooks
- Lee Van Bradley : Harlan
- Jacqueline Duprey : Celeste
- Wilson Jermaine Heredia (en) : Diego
- Tommy Guiffre : Danny
- Aaron Staton : l'ami de Jared
- Matthew J. Walters : Tim Banks (as Matt Walters)
- Peter Bongiorno : Football Coach
- Adam Mucci (es) : Un joueur de football  (as Adam Munci)
- Nigel Harvey : Background Player
- Phoebe Strole : Innocent Girl
- Patrick Moroney : Background Player
- Tomm Bauer : Étudiant
- Melaena Cadiz : Étudiante
- Kevin Cannon : Gruff Hood
- Paul Frolov : Graduation usher
- Charlie Hewson : Usher
- Dennis Leeflang : Club Goer
- Alissa Salvatore : Background Player
- Christen Satchelle : College Kid / Club Goer
- Brian M. Wixson : Gruff Man #4 (as Brian Wixson)
- Kristen Ruhlin : Maya's Friend from High School